# Cremnops commutator
Cremnops commutator är en stekelart som beskrevs av Turner 1918. Cremnops commutator ingår i släktet Cremnops och familjen bracksteklar. Inga underarter finns listade i Catalogue of Life.